# Candido Bracher
Candido Botelho Bracher (São Paulo, 5 de dezembro de 1958) é um banqueiro brasileiro, conhecido por ter exercido o cargo de presidente do Itaú Unibanco. É formado em administração de empresas pela Fundação Getulio Vargas (FGV). Candido é filho de Fernão Bracher.

## Carreira
Candido é conhecido principalmente por seu trabalho à frente do Banco BBA, banco de atacado que nasceu em 1988, em São Paulo. Foi fundado por Fernão Bracher, seu pai, e Antônio Beltran Martinez, em parceria com o Creditanstalt, na época o maior banco da Áustria. O “BB” vem de Bracher e Beltran. O “A” seria de Arida, o economista Pérsio Arida, que acabou desistindo da empreitada. Convidado a fazer parte da instituição financeira, Candido largou o emprego no Banco Itamarati para ajudar a criar o BBA.
Em seu histórico profissional já carregava cargos como diretor da Bahia Corretora e gerente do Banco da Bahia Investimentos, além de vice-presidente do Banco de Desenvolvimento do Estado de São Paulo (Badesp). Em dezembro de 2002, foi anunciada a fusão entre Itaú e BBA, dando origem ao maior banco de atacado do Brasil: o Itaú BBA.
Foi nomeado presidente do Banco Itaú em 9 de novembro de 2016, substituindo Roberto Setubal. Se retirou da presidência do Itaú no dia 2 de fevereiro de 2021.
Em 2022, foi signatário da nova versão da Carta aos Brasileiros, de 1977, em defesa da democracia e do Estado de direito no Brasil.
Candido Bracher e a sua esposa, a ambientalista Teresa Bracher, são donos de algumas fazendas da Aliança 5P, grupo que tenta garantir a conservação do bioma Pantanal, adquirindo propriedades na região para formar grandes corredores ecológicos e manter o bioma como o mais preservado do País.

## Vida pessoal
Casado e pai de três filhos, Candido é conhecido no mercado por ser um profissional sereno e franco. Seu pai, Fernão Bracher, antes de fundar o BBA, foi presidente do Banco Central e vice-presidente do Bradesco.
Candido passou a infância em São Paulo, estudou no Colégio Santa Cruz. Entre seus hobbies estão o esqui — ele costuma ir a Aspen — e uma paixão pela poesia.